# Oh, You Beautiful Doll
Oh, You Beautiful Doll is een Amerikaanse muziekfilm uit 1949 onder regie van John M. Stahl. Destijds werd de film in Nederland uitgebracht onder de titel De jazzopera.

## Verhaal
De liedjesschrijver Larry Kelly wordt verliefd op Doris, de dochter van een armoedige operacomponist. Ze willen samen de carrière van haar vader lanceren door de aria's van zijn opera's om te zetten in populaire muziek. De vader van Doris ziet dat niet graag gebeuren, maar hij stemt erin toe, omdat hij het geld nodig heeft.

## Rolverdeling
| Acteur              | Personage         |
| ------------------- | ----------------- |
| Mark Stevens        | Larry Kelly       |
| June Haver          | Doris Fisher      |
| S.Z. Sakall         | Fred Fisher       |
| Charlotte Greenwood | Anna Breitenbach  |
| Gale Robbins        | Marie Carle       |
| Jay C. Flippen      | Lippy Brannigan   |
| Andrew Tombes       | Ted Held          |
| Eduard Franz        | Gottfried Steiner |